# There'll Always Be an England
 There'll Always Be an England è una canzone patriottica britannica del periodo della seconda guerra mondiale, scritta nel 1939 da Hughie Charles (autore della musica) e Ross Parker (autore del testo).

## Storia
Nell'aprile del 1939, l'editore del paroliere venticinquenne Ross Parker chiese a quest'ultimo di scrivere un brano patriottico che si ispirasse alla canzone statunitense God Bless America.
Il brano venne quindi pubblicato nell'estate del 1939, ovvero poco prima dell'ingresso del Regno Unito nel conflitto. Le prime interpretazioni furono quelle di Billy Cotton e la sua band, eseguita all'Elephant and Castle e quella nel film-musical, diretto da Carroll Levis e con protagonisti Doris Hare e Issy Bonn, Discoveries, di Glyn Davies, un ragazzo di 10 anni con la voce da soprano accompagnato da un coro e da una banda militare.
Il brano divenne molto popolare dopo lo scoppio della guerra, tanto che nei primi mesi del conflitto furono vendute 200 000 copie dello spartito. Il brano diventò inoltre una hit nella versione della cantante Vera Lynn, che soleva intrattenere le truppe britanniche impegnate nel conflitto.
Nel corso della guerra, il brano venne intonato, tra l'altro, il 25 novembre 1941 dall'equipaggio dell'HMS Barham, mentre stava affondando al largo delle coste di Alexandria dopo essere stato colpito da un sommergibile tedesco.
Sempre nel periodo bellico, il brano fu utilizzato nel film Two Thousand Women, film uscito nel 1944 e che parlava di donne internate in un campo di concentramento nazista nel nord della Francia.

## Versioni (lista parziale)
Oltre alle versioni citate, il brano è stato inciso o eseguito pubblicamente dai seguenti interpreti (in ordine alfabetico):
- The 1970 English Football Squad (1970)
- Band of H.M. Guards Division e coro con Clinton Ford (1975)
- The Bill Rayner Four (1971)
- The British Legion Choir (1965)
- The Carl Tapscott Singers (1964)
- Gracie Fields (1939)
- Lia Linda (1994)
- The Naafi Singers con Janet Webb (1967)
- Cy Payne (versione strumentale; 1973)
- Sex Pistols (2007)[9]

## Il brano nella cultura di massa
- Si intitola There'll Always Be an England il film-documentario del 2008 su un concerto dei Sex Pistols, dove il brano venne utilizzato come intro[9]
- Il brano è citato nel romanzo bellico di Dinah Jefferies Il profumo segreto della lavanda (Daughters of War), pubblicato nel 2021[10]